# Tour du Vaucluse 1980
Das Radrennen Tour du Vaucluse 1980 fand vom 9. April bis zum 13. April des Jahres statt. Sie umfasste einen Prolog und sechs Etappen. Insgesamt legten die Fahrer 609,6 km zurück.

## Teilnehmer
70 Fahrer starteten beim Prolog der Tour. Neben mehreren Teams aus dem Gastgeberland Frankreich, waren Mannschaften aus den USA, der ČSSR, Polen, der UdSSR und der DDR vertreten. Bei den Franzosen waren einige Profis am Start. Die DDR bot Bernd Drogan, Hans-Joachim Hartnick, Andreas Petermann, Martin Goetze, Thomas Barth und Lutz Lötzsch auf. Die UdSSR setzte einige Bahnfahrer ein. Das Rennen war für Amateure und Berufsfahrer offen.

## Etappen

### Prolog: 1,6 km
|    | Fahrer         | Zeit        |
| -- | -------------- | ----------- |
| 1. | Liepinch       | 1:52,78 min |
| 2. | Jan Jankiewicz | 1:54,65 min |
| 3. | Patrakow       | 1:54,81 min |
| 4. | Rapp           | 1:55,15 min |
| 5. | Bernd Drogan   | 1:55,73 min |

### 1. Etappe: Rund um Isle, 73 km
Die erste Etappe der Tour führte über 73 km rund um Isle. Sechs Fahrer - vier Franzosen (Michel Laurent, Patrice Thévenard, Jean-François Rodriguez und Julien), der  für Peugeot fahrende Schotte Robert Millar und Bernd Drogan aus der DDR - fuhren einen Vorsprung von 59 Sekunden vor dem Hauptfeld heraus. Den Etappensieg sicherte sich der spätere Gesamtsieger Michel Laurent.
|    | Fahrer                  | Zeit      |
| -- | ----------------------- | --------- |
| 1. | Michel Laurent          | 1:41:32 h |
| 2. | Robert Millar           |           |
| 3. | Patrice Thévenard       |           |
| 4. | Jean-François Rodriguez |           |
| 5. | Julien                  |           |

### 2. Etappe: Rund um Apt, 72 km
Die zweite Etappe wurde am gleichen Tag wie die erste Etappe gefahren. Sie führte über 72 km rund um Apt.
|    | Fahrer                  | Zeit       |
| -- | ----------------------- | ---------- |
| 1. | Jean-François Rodriguez | 1:36:22 h  |
| 2. | Michel Laurent          | + 0:00 min |
| 3. | Bernd Drogan            | + 0:00 min |
| 4. | Thomas Barth            | + 0:00 min |

### 3. Etappe: Avignon - Sorgues, 168 km
|    | Fahrer            | Zeit |
| -- | ----------------- | ---- |
| 1. | Patrick Hosotte   |      |
| 2. | Braun             |      |
| 3. | Andreas Petermann |      |

### 4. Etappe: Sorgues - Avignon, 165 km
Die vierte Etappe führte über 165 km von Sorgues nach Avignon. Dabei war der 1900 m hohe und noch schneebedeckte Mont Ventoux zu überwinden. Es bildete sich anfänglich eine siebenköpfige Spitzengruppe aus sechs Franzosen sowie Bernd Drogan. Bei der Auffahrt zum Suzetta-Pass fiel Drogan zurück und schloss sich einer zehnköpfigen Verfolgergruppe an. Diese Gruppe hatte am Mont Ventoux drei Minuten Rückstand und konnten diesen bis zum Etappenziel auf 1:20 min verringern. Den Etappensieg sicherte sich Bernard Bourreau im Spurt vor Michel Laurent und Robert Millar.
|    | Fahrer                  | Zeit       |
| -- | ----------------------- | ---------- |
| 1. | Bernard Bourreau        | 4:17:34 h  |
| 2. | Michel Laurent          | + 0:00 min |
| 3. | Robert Millar           | + 0:00 min |
| 4. | Jean-François Rodriguez | + 0:00 min |
| 5. | Buzzolini               | + 0:03 min |

### 5. Etappe: Rund um Bollène, 108 km
|    | Fahrer       | Zeit |
| -- | ------------ | ---- |
| 1. | Ansons       |      |
| 2. | Thomas Barth |      |

### 6. Etappe: Bollène - Avignon (Einzelzeitfahren), 22 km
Zum abschließenden Zeitfahren von Bollène nach Avignon starteten noch 42 der ursprünglich 70 zu dieser Tour gestarteten Fahrer. Diese Etappe wurde im Anschluss an die fünfte Etappe ausgetragen. Bernd Drogan siegte vor Ladislav Ferebauer und dem amtierenden Zeitfahr-Vizeweltmeister Jan Jankiewicz.
|    | Fahrer             | Zeit       |
| -- | ------------------ | ---------- |
| 1. | Bernd Drogan       | 30:14 min  |
| 2. | Ladislav Ferebauer | + 0:12 min |
| 3. | Jan Jankiewicz     | + 0:29 min |
| 4. | Michel Laurent     | + 0:37 min |
| 5. | Andreas Petermann  | + 1:15 min |

## Gesamtwertungen

### Gesamteinzel
Der Franzose Michel Laurent sicherte sich seinen zweiten Gesamtsieg nach 1978. Der Schotte Robert Millar und der Franzose Jean-François Rodriguez belegten die weiteren Plätze. Bernd Drogan aus der DDR belegte Platz vier.
| Platz | Name                    | Zeit       |
| ----- | ----------------------- | ---------- |
| 1.    | Michel Laurent          | 15:49:14 h |
| 2.    | Robert Millar           | + 1:10 min |
| 3.    | Jean-François Rodriguez | + 1:57 min |
| 4.    | Bernd Drogan            | + 2:25 min |

### Gesamtmannschaft
Die Mannschaftswertung sicherte sich das französische Profiteam Peugeot-Esso-Michelin vor dem Profiteam Puch-Sem-Campagnolo. Den dritten Platz belegte die DDR.
| Platz | Name                  |
| ----- | --------------------- |
| 1.    | Peugeot-Esso-Michelin |
| 2.    | Puch-Sem-Campagnolo   |
| 3.    | DDR                   |

### Sprint-Wertung
| Platz | Name                  | Punkte |
| ----- | --------------------- | ------ |
| 1.    | Hans-Joachim Hartnick | 21     |
| 2.    | Thomas Barth          | 17     |
| 3.    | Michel Laurent        | 11     |